# Keiko Lee
Keiko Lee (* 17. Februar 1965 in Aichi, Honshu) ist eine japanische Jazzmusikerin (Gesang, Piano).

## Leben und Wirken
Lee erhielt ab dem Alter von zehn Jahren Orgelstunden; in der Highschool leitete sei ein Band, die die Musik von Chick Corea, Weather Report und Casiopea spielte. Mit 21 Jahren konzentrierte sie sich auf das Klavier und begann ihre musikalische Karriere als Jazzpianistin in Clubs in Nagoya. Dort begleitete sie hauptsächlich Jazz- und Popsänger am Klavier und sang nur gelegentlich. Grady Tate, der so 1994 ihre Stimme hörte, als er zufällig den Club Jazz Inn Lovely besuchte, bot ihr seine Unterstützung an, um ihre erste Aufnahme zu machen. Die Einspielungen in New York mit dem Trio von Kenny Barron wurden unter dem Titel Imagine von Sony erfolgreich vermarktet. 1996 hat sie ihr zweites Album Kickin’ It with Keiko Lee mit Tate, Ron Carter, Lee Konitz und Renee Rosnes aufgenommen. Weitere Alben folgten.
Lee wurde zuerst 1997 im Leser-Poll des Swing Journal und dann mehrfach wieder als beste Jazzsängerin Japans ausgezeichnet. Ihr Album Day Dreaming gewann 1999 den Preis Gold Disk des Magazins, und das Album Sings Super Standards wurde zusätzlich zur Auszeichnung als Gold Disk 2002 mit dem Preis für das beste Album des Jahres ausgezeichnet.

## Diskographische Hinweise
- Imagine (1995)
- Kickin' It with Keiko Lee (1996)
- Beautiful Love (1997)
- If It's Love (1998)
- Day Dreaming (1999)
- Sings Super Standards (2002)
- Vitamin K (2003)
- Live 1995 (2005)
- In Essence (2007)
- Delight (2008)
- Another Side of Keiko Lee (2008)
- Fragile (2009)
- Sings the Beatles (2014)